# یخ‌تاق لارسن

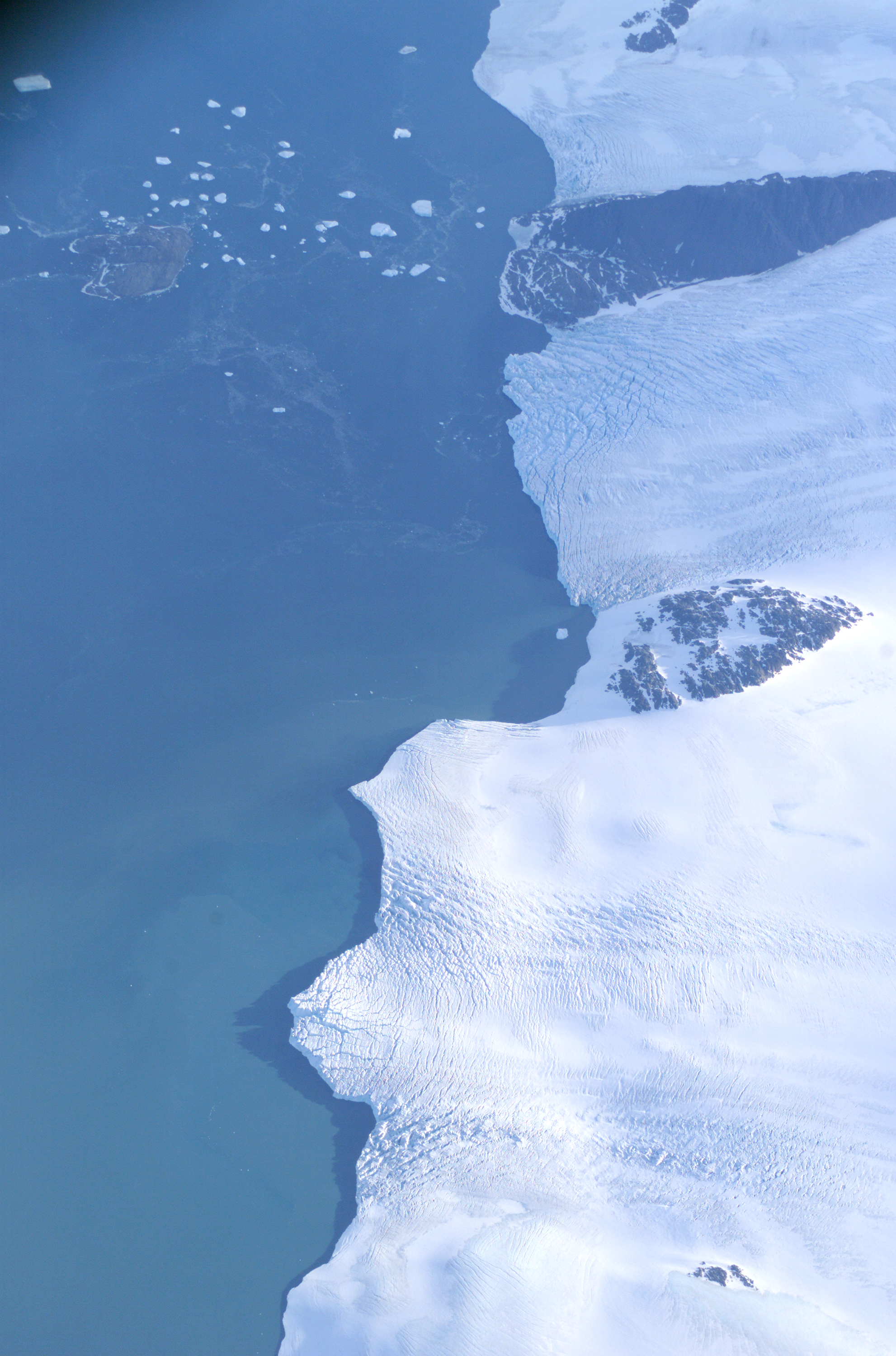
کوه یخ لارسن

یخ‌تاق لارسن (به انگلیسی: Larsen Ice Shelf) نام کوه یخی در حاشیه شمال غربی دریای ودل در قاره قطب جنوب است. این نام به خاطر کارل آنتون لارسن جهانگرد و کاشف نروژی بر روی این کوه یخ گذاشته شده‌است. در سال ۲۰۰۲ بخش بزرگی از این کوه به دلیل افزایش دمای کره زمین جدا شد.

## نگارخانه

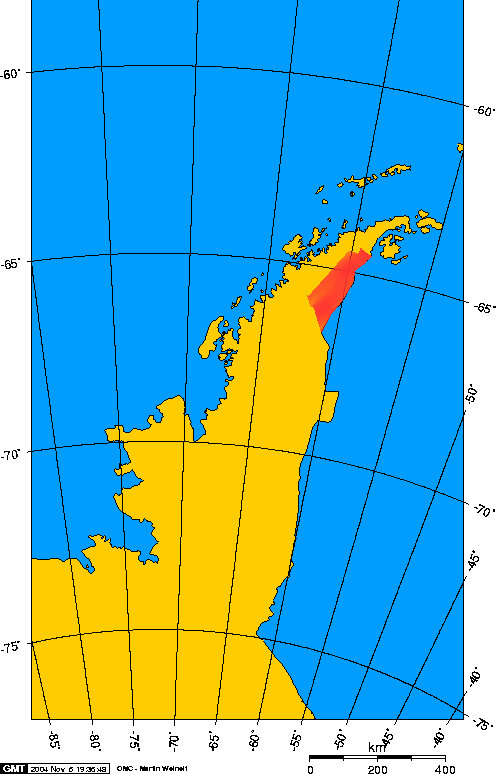
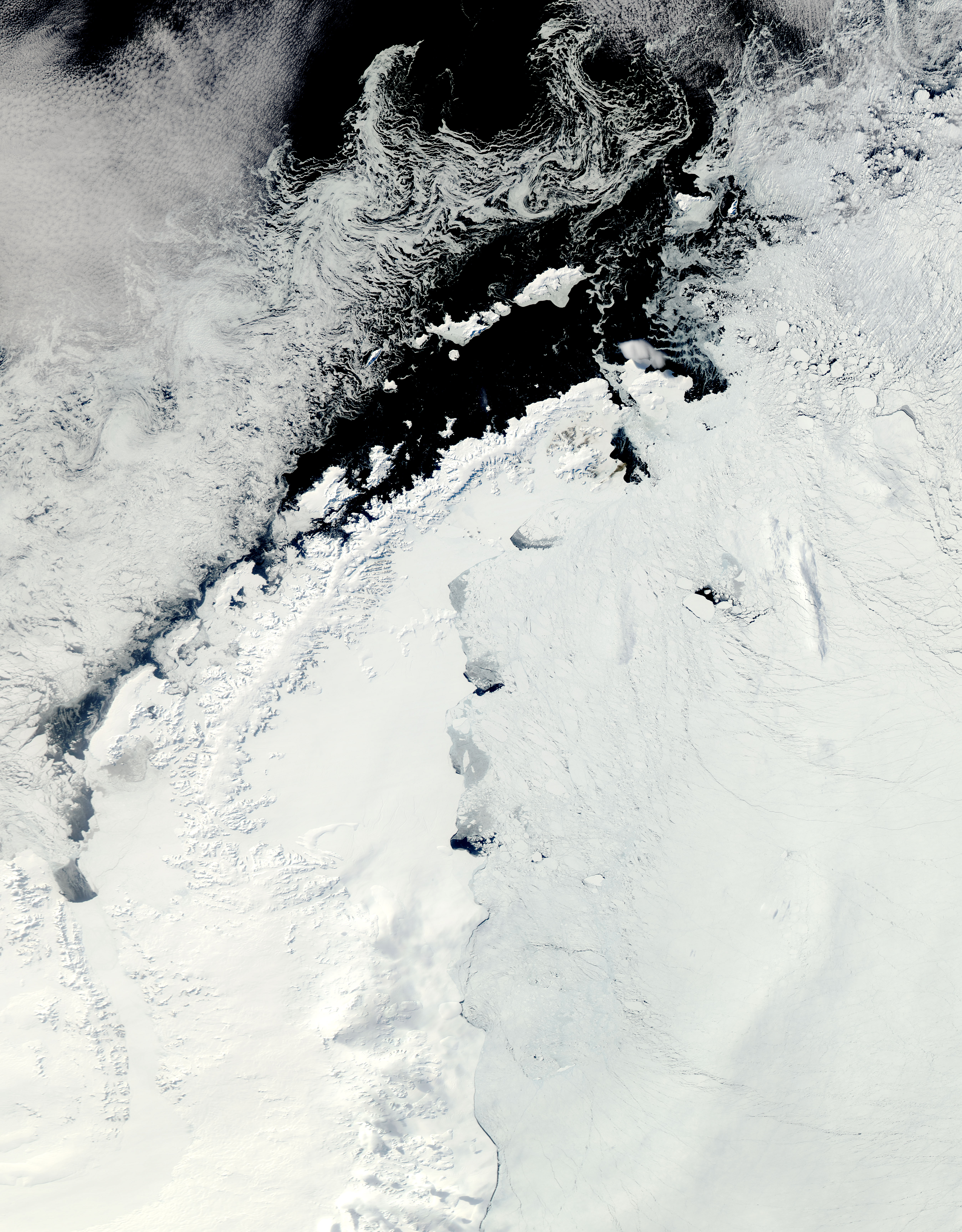